# Kakonko (Distrikt)
Kakonko ist der nördlichste Distrikt der Region Kigoma im Westen von Tansania mit dem Verwaltungszentrum in der gleichnamigen Stadt Kakonko. Der Distrikt grenzt im Norden und im Osten an die Region Kagera, im Süden an den Distrikt Kibondo und im Westen an Burundi. 

## Geographie
Kakonko hat eine Fläche von 2209 Quadratkilometer und 178.419 Einwohner (Volkszählung 2022). Der Distrikt liegt in einer Höhe von 1100 bis 1700 Meter über dem Meer und ist in drei Bereiche gegliedert:
- Das Flachland im Osten. Die Ebene ist größtenteils von Miombo-Wäldern bedeckt. Tsetsefliegen erschweren das Leben, sodass das Gebiet dünn besiedelt ist. Ein Großteil gehört zum Moyowosi-Wildreservat.
- Die mittlere Zone ist flach, liegt zwischen 1100 und 1500 Meter hoch und wird landwirtschaftlich genutzt.
- Im Westen an der Grenze zu Burundi steigt das Land hügelig bis über 1700 Meter an, auch hier werden Ackerbau und Viehzucht betrieben.

Das Klima im Distrikt ist tropisch, Aw nach der effektiven Klimaklassifikation. Im Jahresdurchschnitt regnet es 1000 Millimeter mit teils heftigen Regen in den Monaten Oktober bis Mai. Die kurze Trockenzeit dauert von Juni bis September. Die Durchschnittstemperatur liegt zwischen 15 und 22 Grad Celsius mit den Höchstwerten im September und einer kühleren Zeit von Juni bis August.

## Geschichte
Kakonko wurde im Jahr 2013 durch die Teilung des Distriktes Kibondo geschaffen.

## Verwaltungsgliederung
Der Distrikt wird in 13 Bezirke (Wards) gegliedert:
- Gwanumpu
- Gwarama
- Kakonko
- Kanyonza
- Kasanda
- Kasuga
- Katanga
- Kiziguzigu
- Mugunzu
- Muhange
- Nyabibuye
- Nyamtukuza
- Rugenge

| Die größte ethnische Gruppe sind die Ha. Kakonko ist einer der wenigen Distrikte, in denen die Bevölkerungszahl abnahm, sie sank von 203.469 bei der Volkszählung im Jahr 2002 auf 167.555 im Jahr 2012. Im Jahr 2012 sprachen sechzig Prozent Swahili und fünf Prozent Swahili und Englisch, etwa ein Drittel waren Analphabeten. Im Jahr 2022 lebten 178.419 Menschen in 37.361 Haushalten. | Hier fehlt eine Grafik, die leider im Moment aus technischen Gründen nicht angezeigt werden kann. Wir arbeiten daran! |

- Bildung: Im Distrikt gibt es 59 Grundschulen und 13 weiterführende Schulen.[8]
- Gesundheit: Ungeschützte Wasserquellen tragen zur Ausbreitung von Typhus bei, die häufigste Krankheit ist Malaria.[3]

| - Landwirtschaft: Fast neunzig Prozent der Bevölkerung leben von der Landwirtschaft. Die Größe der Betriebe liegt zwischen einem und vier Hektar. In der mittleren Zone werden Mais, Baumwolle, Erdnüsse, Reis, Tabak, Maniok und Bohnen angebaut, in den höheren Lagen Mais, Kaffee, Reis, Bananen, Baumwolle, Bohnen und Tabak. Der Ertrag ist gering, da meist manuell gearbeitet und nicht bewässert wird. Fast die Hälfte der 33.000 Haushalte im Distrikt hält Nutztiere. Am häufigsten gehalten werden Geflügel, Rinder und Ziegen (Stand 2012). - Forstwirtschaft: Der Waldanteil im Distrikt geht zurück. Holz und Holzkohle sind die wichtigsten Energiequellen im Haushalt und auch die Ausweitung von Weideflächen und Buschbrände tragen zur Entwaldung bei. | Hier fehlt eine Grafik, die leider im Moment aus technischen Gründen nicht angezeigt werden kann. Wir arbeiten daran! |

- Straßen: Die wichtigste Straßenverbindung ist die Nationalstraße T9, die Kakonko mit der Regionshauptstadt Kigoma im Süden und mit der Nationalstraße T3 im Norden verbindet. Diese führt von Ruanda nach Singida und Dodoma im Osten.[10]

## Politik
In Kakonko wird alle fünf Jahre ein Distriktrat (District council) gewählt. Es werden 18 Ratsmitglieder gewählt, derzeit sind zehn Mitglieder von der „Partei der Revolution“ (CCM) und acht von der „Partei für Demokratie und Fortschritt“ (CHADEMA). Der Vorsitzende ist Juma Maganga Muhunga von CCM (Stand 2019).[veraltet]

## Sonstiges
- Pfarrpartnerschaft: Seit dem Jahr 2008 betreibt die österreichische Pfarre Kirchdorf an der Krems eine Partnerschaft mit Kakonko mit dem Schwerpunkt „Menschen mit Behinderung“. Die Projektarbeiten beinhalteten Schuluniformen, Unterrichtsmaterialien, Tricycles, Bau von Häusern und Schulungen.[13]